# Emilio Bulgarelli
Emilio Bulgarelli (Reggio Calabria, 15 febbraio 1917 – Napoli, 2 febbraio 1993) è stato un pallanuotista italiano.

## Biografia
Vincitore della medaglia d'oro ai Giochi della XIV Olimpiade a Londra nella pallanuoto maschile e agli Europei di Monaco del 1947 .Si sposò con Renata Jeandeau, atleta e sorella della velocista italiana Marcella Jeandeau, anch'essa partecipante alle stesse Olimpiadi in rappresentanza dell'Italia. Con la R.N. Napoli vinse cinque scudetti.